# 無聲字母
在字母书写系统中，无声字母（silent letter）也稱為不發音字母，是指在特定单词中不对应单词发音中任何发音的字母。 在语言学中，无声字母通常用空号表示 U+2205 ∅ EMPTY SET。空號源自北歐語言的拉丁字母「Ø」。

## 英文
英文拼字常見的困難中，其中之一就是英文有許多的无声字母。Edward Carney區分出不同種類的无声字母，對讀者的難度也有不同。
- 輔助字母，有些字母和其他字母會組成二合字母，也就是二個字母表示一個音位，其中和無聲字母有關的是：
  - 向心（Endocentric）二合字母，二合字母的音位和其中一個字母相同，例如：
    - 大部份的雙子音，像clubbed中的⟨bb⟩，不過不考慮輔音延長，像misspell中的⟨ss⟩。因為後綴或是屈折变化而出現的雙子音是規則的，會讓寫這個字的人容易寫錯，但不太會唸錯。
    - 許多母音的二合字母，像是leave裡的⟨ea⟩、achieve裡的⟨ie⟩、eulogy裡的⟨eu⟩。
    - 不連續的二合字母，第二個字母是哑音e（英语：Silent e），例如rate中的⟨a_e⟩、fine中的⟨i_e⟩。這是讓音节中的母音發長音的標準作法。
    - 其他，例如⟨ck⟩，guard, vogue中的⟨gu⟩。
- 啞字母（Dummy letters），此字母和相鄰的字母之間沒有特殊關係，也沒有對應的發音：
  - 其中有些是惰性字母（inert letters），這些字母在同源词中有發音，例如damn中的⟨n⟩（同源字是damnation），phlegm中的⟨g⟩（同源字是phlegmatic）、practically中的最後一個⟨a⟩（同源字是practical）、ballet中的⟨t⟩（同源字是balletic）。若同源词很明顯，可以幫助在拼字時不會拼錯，但發音的時候容易發音錯誤。
  - 剩下的是空字母（empty letters），在任何情形下都沒有聲音的字母，例如honor中的⟨h⟩、answer中的⟨w⟩、Sarah中的⟨h⟩、island中的⟨s⟩、subtle中的⟨b⟩，這類的字容易拼錯，也容易讀錯。

向心二合字母和空字母的分類會隨人而不同。例如little和bottle，有人會認為⟨le⟩是向心二合字母，發音為/əl/，也有可能將⟨e⟩視為是空字母。buy或build的⟨bu⟩或⟨u⟩也有類似的問題。
不是所有的無聲字母都是完全重複沒有意義的。
- 無聲字母可以用來區分同音词，例如in/inn，be/bee，lent/leant。這對熟悉這二個字的讀者來說是有幫助的。
- 無聲字母有助於瞭解字的意思或是其语源。例如vineyard可以讓讀者聯想到vine（酒），而只靠其讀音*vinyard就比較困難。
- 無聲字母有助於讀者在正確的音节標示重音。（例如physics和physiques）。像giraffe中最後的⟨fe⟩讓讀者可以推測重音是在第二個音節，若只看其發音*giraf，可以會推測重音在第一音節。

無聲字母會以以下的方式出現：
- 在拼法不變的情形下，出現了語音變化。例如中古英语中的二合字母⟨gh⟩ 就發音為[x]，像是light在中古英語中的發音。
- 一些在外语中的發音差異在轉換到英語時消失了。例如在古希臘語中ρ和送氣的ῥ的差異，在拉丁語中是⟨r⟩和⟨rh⟩，但在英語中已合併為[r]。
- 輔音簇可能被簡化（英语：Phonological history of English consonant clusters），因此部份字母不發音，產生了無聲字母。例如asthma中的⟨th⟩、Christmas中的⟨t⟩。在一些外語輔音簇中也有類似的情形，例如psychology中的⟨ps⟩、mnemonic中的⟨mn⟩，以及相當少見，在chthonic及phthalate中的⟨th⟩。
- 合成词常常會在不改變拼法的情形下，在發音進行簡化。例如cupboard、breakfast以前的唸法和拼法一様，但慢慢的簡化成目前的唸法。
- 偶爾，會在一些字中刻意的加入字母，以反映其语源（真正的语源，或是想像中的语源）。像debt和doubt中的⟨b⟩（源自法語的dette, 'doute）就刻意的加入了b，以符合拉丁文的同源詞debit及dubitable。isle（諾曼法語的ile、古法語的isle，源自拉丁語的insula，和isolate是同源詞），之後擴展到一個不相關的字island。ptarmigan中的⟨p⟩似乎是因為希臘語的pteron（翼）而加入。

由於不同地方的口音及發音方式的不同，某一些字可能在某一地區是無聲字母，但在其他地區則不是。例如有些地方的口音不會發⟨r⟩的音，那麼hard、feathered中的⟨r⟩就是無聲字母。有些h不發音的口音中，⟨h⟩會是無聲字母。often中的⟨t⟩、Antarctic中的第一個 ⟨c⟩、sandwich中的⟨d⟩，可能會發音，也可能不發音。